# Джефф Сазерленд
Джефф Сазерленд (англ. Jeffrey Victor‏ Sutherland, 20 червня 1941) — є одним з авторів методології Скрам — системи для успішного управління продуктами. Крім того, у 2001 він разом зі своїм колегою Кеном Швабером зробив внесок до структури Agile Manifesto. Також ними створений Scrum Guide, який містить офіційне визначення методу та інструкції до його застосування і регулярно оновлюється авторами.

## Ранні роки кар'єри
Закінчив Військову академію США, здобувши фах льотчика-винищувача. У 1967 році у складі ВПС США він вирушив на базу королівських військово-повітряних сил Удорн у північному Таїланді для виконання розвідувальних польотів на RF-4C Phantom. Загалом він здійснив понад 100 успішних бойових вилетів за роки війни у В'єтнамі. 
Повернувшись з війни у В'єтнамі, Сазерленд отримав ступінь магістра статистики в Стенфордському університеті. Згодом він став професором математики в Академії військово-повітряних сил США. Сазерленд здобув ступінь доктора біометрії в медичній школі Університету Колорадо, займався дослідженням людського раку та способів його лікування. Як потім він згадував у своїй книзі Scrum: навчись робити більше за менший час, досвід, отриманий під час досліджень, допоміг йому у розробці методології Scrum.

## Кар'єра проєктного менеджера
Спільно з Йосі Амрамом Сазерленд розробив NewsPage на Individual.com, одному з перших майданчиків для публікування новин в Інтернеті. На сайті використовувалася система лексичного аналізу , що дозволяло ефективніше взаємодіяти з текстом та робити редагування. 
Для того, аби створити таку розумну та багатопланову систему, Сазерленду необхідно було добре розвинути гнучкість мислення та цілісний підхід до розв'язання задач. Згодом ці аналітичні якості допомогли йому у побудові успішної кар'єри проєктного менеджера. Об'єднуючи свій досвід, отриманий у різних галузях, він оптимізував стратегію роботи з проєктами до простого, але дуже зручного плану. Як відомо, головним результатом напрацювань став Scrum як структура для забезпечення гнучкості бізнесу в масштабі всієї організації. Цитуючи Джеффрі Пфеффера, професора Стенфордської школи бізнесу: "Джефф Сазерленд скористався очевидними, але рідко застосовуваними принципами руху якості...водночас знижуючи розчарування працівників від типового корпоративного безглуздя." 
Сама методологія Scrum була розроблена Сазерлендом та його колегами Джоном Скумніоталсом і Джеффом Маккенною під час роботи в Easel Corporation. Великий вплив на розвиток методу мала гнучка розробка програмного забезпечення, внесок до якої зробили всі троє. 
Принцип базується на статті  Хіротаки Такеучі та Ікудзіро Нонаки 1986 року в Harvard Business Review і включає практики, згадані у дослідженні, що було опубліковано в журналі Dr. Dobb's Journal. Ідеться про 30-денні цикли спринтів, які передбачають етапи планування, створення та моніторингу. Назва Scrum була обрана через порівняння методу зі змаганням з регбі, оскільки система включає «міжфункціональну команду», яка «тулиться разом, щоб створити список пріорітетів». Scrum використовували кілька великих корпорацій, такі як Toyota, Fuji-Xerox, Honda, Nissan та інші. Сазерленд стверджував, що працівники, розподілені на команди та навчені використовувати систему, можуть значно підвищити продуктивність компанії порівняно з середнім показником по галузі.

### МетодScrum
Дотримуючись методу Scrum, формується міжфункціональна команда, яка створює список пріорітетів для роботи. Команда складається з трьох конкретних ролей: власника продукту, розробників і Scrum-майстра.
Потім команда проходить через три етапи: планування перед спринтом (адже у цьому методі дуже важливо не втрачати структурованості), власне спринт і зустріч після спринту, аби обговорити досягнення. Група має зустрічатися щодня та вести беклог продукту для ефективнішого аналізу прогресу. Доповнюючи книгу Парріша Шейна «Секрети щасливих сімей», Сазерленд пропонує сім'ям скористатися видозміненою версією методу для налагодження стосунків, спираючись на успішний досвід великих корпорацій. 
Існують певні принципи діяльності, які відрізняють Scrum-команди від звичайних команд. За словами Сазерленда, це — здатність до самоуправління та самоорганізації, безперервність членства в команді та фокус на одному проєкті.  Сазерленд також казав, що Scrum має працювати з програмною архітектурою. Це спосіб структурування, який застосовується до програмної або обчислювальної системи, однак за своїм принципом може бути корисним і в організації команд. 
Сазерленд є засновником і головним консультантом Scrum, Inc, що знаходиться у Бостоні, штат Массачусетс. Наразі посаду генерального директора організації займає його син, Джей Джей Сазерленд. Також протягом короткого періоду Сазерленд-старший мав досвід генерального радника в OpenView Venture Partners 2007. 

### Книги
- Sutherland, Jeff; Schwaber, Ken (1 травня 2012). Software in 30 Days: How Agile Managers Beat the Odds, Delight Their Customers, and Leave Competitors in the Dust (вид. 1st). Wiley. с. 216. ISBN 978-1118206669.
- Sutherland, Jeff; Sutherland, J.J. (30 вересня 2014). Scrum: The Art of Doing Twice the Work in Half the Time (вид. 1st). Currency. с. 256. ISBN 9780385346450.
- Sutherland, Jeff; Coplien, James (August 2019). A Scrum Book: The Spirit of the Game (вид. 1st). Pragmatic Programmers. с. 572. ISBN 978-1118206669.

### Вибрані статті
- Schwaber, Ken; Sutherland, Jeff; Patel, D.; Casanave, C. (1997). Scrum Development Process (PDF). OOPSLA Business Object Design and Implementation Workshop: 117—134. doi:10.1007/978-1-4471-0947-1_11. ISBN 978-3-540-76096-2. Процитовано 12 вересня 2020.
- Rigby, Darrell; Sutherland, Jeff (May 2018). Agile at Scale. Harvard Business Review. Процитовано 12 вересня 2020.
- Rigby, Darrell; Sutherland, Jeff; Takeuchi, Hirotaka (April 2016). The Secret History of Agile Innovation. Harvard Business Review.
- Rigby, Darrell; Sutherland, Jeff; Takeuchi, Hirotaka (May 2016). Embracing Agile. Harvard Business Review.

## Зовнішні посилання
- Персональна домашня сторінка Джеффа Сазерленда
- Венчурні партнери OpenView
- https://www.scruminc.com/about-us/